# On This Perfect Day
On This Perfect Day è il primo album in studio del gruppo musicale olandese Guilt Machine, pubblicato il 28 agosto 2009 dalla Mascot Label Group dapprima in Europa e il mese seguente anche nell'America del Nord.

## Tracce
Testi di Lori Linstruth, musiche di Arjen Lucassen.
1. Twisted Coil – 11:43
2. Leland Street – 8:03
3. Green and Cream – 10:32
4. Season of Denial – 10:22
5. Over – 6:11
6. Perfection? – 10:46

DVD bonus nell'edizione speciale
- Audio Bonus Tracks

1. The Stranger Song (vocals Jasper) – 4:53 (Leonard Cohen) – originariamente interpretata da Leonard Cohen
2. Michelangelo (vocals Arjen) – 3:23 (Jimmy Campbell) – originariamente interpretata da Jimmy Campbell
3. Fan Messages – 8:14
4. Perfection? (guide vocals Arjen) – 9:37
5. Twisted Coil (Radio Edit) – 4:17
6. Pull Me Out of the Dark (Radio Edit (Green and Cream)) – 3:36
7. Over (Radio Edit) – 3:56

- Video

1. Trailer "On This Perfect Day" – 4:33
2. Making of the Trailer – 3:44
3. Interview with Guilt Machine – 40:03

## Formazione
Gruppo
- Jasper Steverlinck – voce
- Arjen Lucassen – chitarra elettrica ed acustica, mandolino, basso, tastiera, voce
- Lori Linstruth – chitarra solista
- Chris Maitland – batteria

Altri musicisti
- Ben Mathot – violino
- David Faber – violoncello

Produzione
- Arjen Lucassen – produzione, registrazione, missaggio
- Oscar Holleman – registrazione della batteria
- Peter Brussee – mastering